# Егеде (Нідерланди)
Егеде (нід. Egede) — селище в нідерландській провінції Оверейсел. Входить до муніципалітету Геллендорн.
Його площа становить 19,73 км², а населення станом на 2021 рік складало 815 осіб.
Перша згадка про населений пункт датується 1331 роком.